# Bermudo Ovéquiz
Bermudo Ovéquiz (fl. 1044-1092) fue un miembro de la alta nobleza asturleonesa y gallega que vivió en el siglo XI, hijo primogénito del conde Oveco Bermúdez y de su esposa Elvira Suárez. Sus abuelos paternos fueron el conde Bermudo Vela —descendiente del conde Bermudo Núñez— y Elvira Pinióliz. Elvira Suárez, su madre, era nieta del conde rebelde Rodrigo Romániz, sobrino del conde Suero Gundemáriz, y descendiente del conde Osorio Gutiérrez.

## Esbozo biográfico
Su vida se desarrolló en Asturias donde probablemente había heredado bienes de su abuela Elvira Pinióliz. La primera vez que se registra su presencia en la documentación fue en 1044 y en 1053  aparece confirmando una donación del rey Fernando I de León al monasterio de San Pelayo en Oviedo. En 1075, él y su hermano Vela Ovéquiz pleitearon contra la Catedral de San Salvador de Oviedo por el monasterio de Tol. Este monasterio había sido donado anteriormente por Gontrodo Gundemáriz, hija del conde Gundemaro Pinióliz, a la catedral. En el pleito también estuvieron involucrados sus parientes Fernando Díaz y su hermana Jimena, la esposa de Rodrigo Díaz de Vivar, el Cid. Aunque no llegó a ostentar la dignidad condal, en 1087 actuó como juez en un pleito entre el abad del monasterio de Lorenzana y el obispo de Mondoñedo.

## Matrimonio y descendencia
Contrajo matrimonio con Jimena Peláez, hija del conde Pelayo Froilaz el Diácono y la condesa Aldonza Ordóñez, hija de los infantes Ordoño Ramírez el Ciego y Cristina Bermúdez. Fueron los padres de:
- Suero Bermúdez (fl. 1086-12 de agosto de 1138), conde y uno de los más poderosos miembros de la aristrocracia asturiana de su época, fue un fiel servidor primero del conde Raimundo de Borgoña, después de los reyes Alfonso VI, Urraca y Alfonso VII de León. Él y su esposa Enderquina Gutiérrez dotaron el monasterio de Cornellana que había sido fundado por su bisabuela la infanta Cristina Bermúdez y lo entregaron a la Orden de Cluny. No dejó descendencia y la mayor parte de sus propiedades pasaron al citado monasterio.[11][12][13]
- Alfonso Bermúdez (fl. 1092-1129), a diferencia de sus hermanos, no llegó a ostentar la dignidad condal ni a ocupar cargos políticos de relevancia. Su esposa fue Urraca Raimúndez, posiblemente hija del infante Raimundo de Pamplona, llamado «el Fratricida» por haber sido el responsable de la muerte de su hermano el rey Sancho Garcés IV de Pamplona, «el de Peñalén».[14][13]  Fueron padres de  Pedro Alfonso, personaje de máxima relevancia en la Asturias medieval,[15] y de Gonzalo, Gutierre, María, Ildonza y Teresa Alfonso.[16]
- Gutierre Bermúdez (fl. 1086-1130), conde, esposo de Toda Pérez de Traba y padre del conde Vela Gutiérrez.[17][18][13]
- Urraca Bermúdez (m. 1132/1133), la esposa del conde Gonzalo Ansúrez, hermano del célebre conde Pedro Ansúrez, padres de, entre otros, Sancha González, la esposa del conde Fernando Pérez de Traba. En 1128, el rey Alfonso VII de León le donó la heredad de San Vicente en las Asturias de Santillana.[19][15][13]
- Jimena Bermúdez, esposa de Pelayo Muñoz, padres de Velasquita Peláez casada con Munio Doniz.[20]

También pudieron ser los padres de Sebastián Bermúdez, quien aparece en la documentación gallega aunque no consta su presencia en las transacciones efectuadas por sus hermanos.